# Rue Jean-Poulmarch
La rue Jean-Poulmarch est située dans le quartier de la Porte-Saint-Martin, un des 4 quartiers du 10e arrondissement de Paris.

## Situation et accès
La rue Jean-Poulmarch commence au carrefour du quai de Valmy avec les rues de Marseille et Beaurepaire, à proximité de la passerelle Richerand et se poursuit vers le nord-ouest jusqu'à la rue de Lancry, puis elle repart vers le nord jusqu'au carrefour du quai de Valmy et de la rue des Vinaigriers. La partie sud-est de la rue, entre la rue de Marseille et celle de Lancry, est piétonne.
Le quartier est desservi par la ligne 5 à la station Jacques Bonsergent.

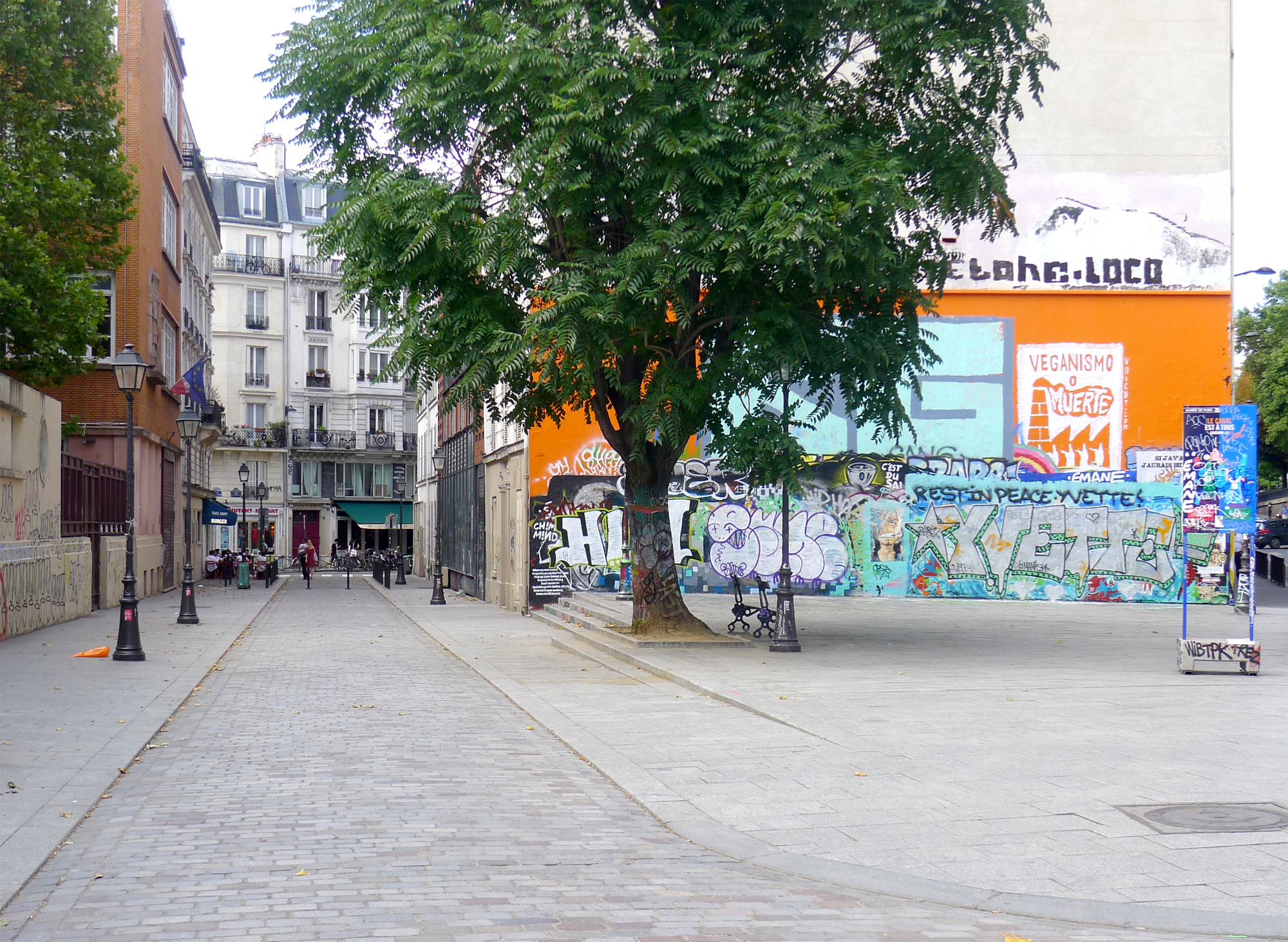
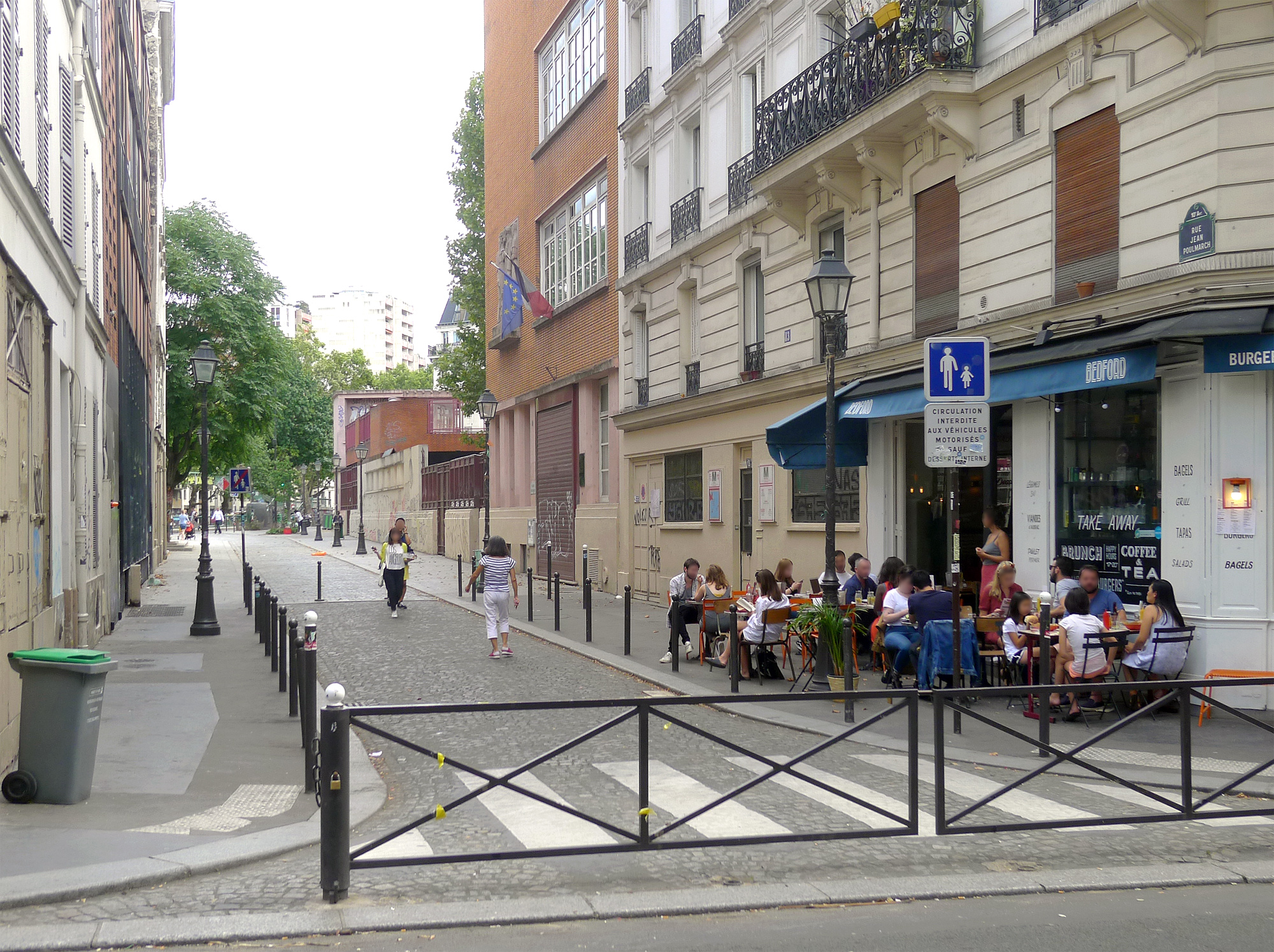

## Origine du nom
Elle porte le nom du syndicaliste Jean Poulmarc’h, fusillé par les nazis le 22 octobre 1941, en représailles après l’attentat contre le lieutenant-colonel allemand Karl Hotz.

## Histoire
La rue Jean-Poulmarch faisait partie de la rue des Vinaigriers. Cette dernière a porté les noms de « ruelle des Vinaigriers » sur le plan de Delagrive (1728) et de « rue Carême-Prenant » sur le plan de Gomboust (1652). D’après Jaillot, elle était appelée, sur un plan de la même époque, « ruelle de l’Héritier ».
Le 8 juin 1946, cette portion de la rue des Vinaigriers a été rebaptisée « rue Jean-Poulmarch ».

## Bâtiments remarquables et lieux de mémoire

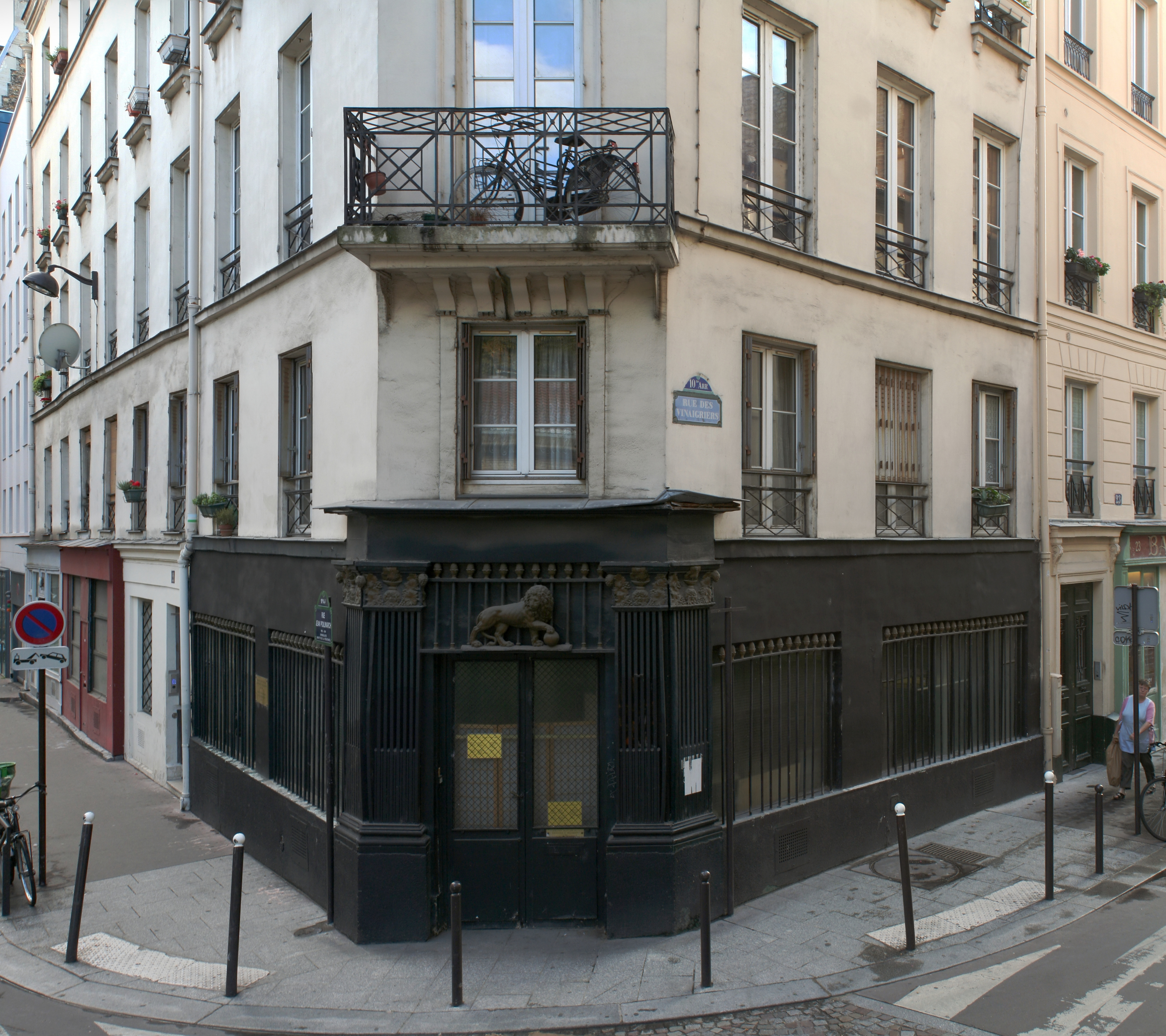
Devanture de l'ancien débit de boissons À l'enseigne du lion d'or.

- No 10 : extension du collège Louise-Michel achevée en 2007 par l’Atelier d’architecture Badia Berger.
- No 11 : collège Louise-Michel, bâtiment en briques et béton rose (groupe scolaire comprenant alors une école maternelle et une école de filles, rue de Marseille, et une école de garçons ouvrant sur l’actuelle rue Jean-Poulmarch), réalisé en 1933 par Daniel Brandon et Lionel Brandon[1].
- Nos 19-21 : la façade datant de la première moitié du XIXe siècle de l'ancien débit de boissons À l'enseigne du lion d'or fait l’objet d’une inscription au titre des monuments historiques depuis le 23 mai 1984[2]. Il faisait aussi auberge, d’où l’enseigne-rébus que l’on peut lire : « Au lit on dort »[3].